# Swati Mohan
Swati Mohan es una ingeniera aeroespacial indio-estadounidense y fue el líder de operaciones de control y orientación en la misión Mars 2020 de la NASA.

## Biografía y educación
Mohan nació en Bengaluru (Karnataka, India) y emigró a los Estados Unidos cuando tenía un año. Se interesó en el espacio al ver Star Trek a los 9 años. Originalmente había planeado ser pediatra, pero a los 16 años tomó una clase de física y decidió estudiar ingeniería como una forma de seguir una carrera en la exploración espacial. Estudió Ingeniería Mecánica y Aeroespacial en la Universidad de Cornell, antes de completar su maestría y su doctorado en Aeronáutica y Astronáutica en el Instituto de Tecnología de Massachusetts.
Investigó operaciones en órbita en el Laboratorio de Sistemas Espaciales (MIT) con el profesor Dave Miller. Trabajó con el satélite experimental Synchronized Position Hold Engage y Reorient (SPHERES), SWARM y CASI testbeds. Con SPHERES, realizó múltiples pruebas en la Estación Espacial Internacional (ISS), incluidas algunas realizadas por otros exalumnos del MIT, los astronautas Dan Tani y Greg Chamitoff. También trabajó en la competencia SPHERES Zero Robotics para estudiantes de secundaria y preparatoria.
En el MIT, participó en el Consejo de Estudiantes de Posgrado, la Residencia de Sidney-Pacific (incluido el Intercambio Intercultural de Sidney-Pacífico (SPICE)) y las organizaciones de estudiantes de la Asociación de Graduados de Aeronáutica y Astronáutica (GA ^ 3).

## Trabajo en la NASA

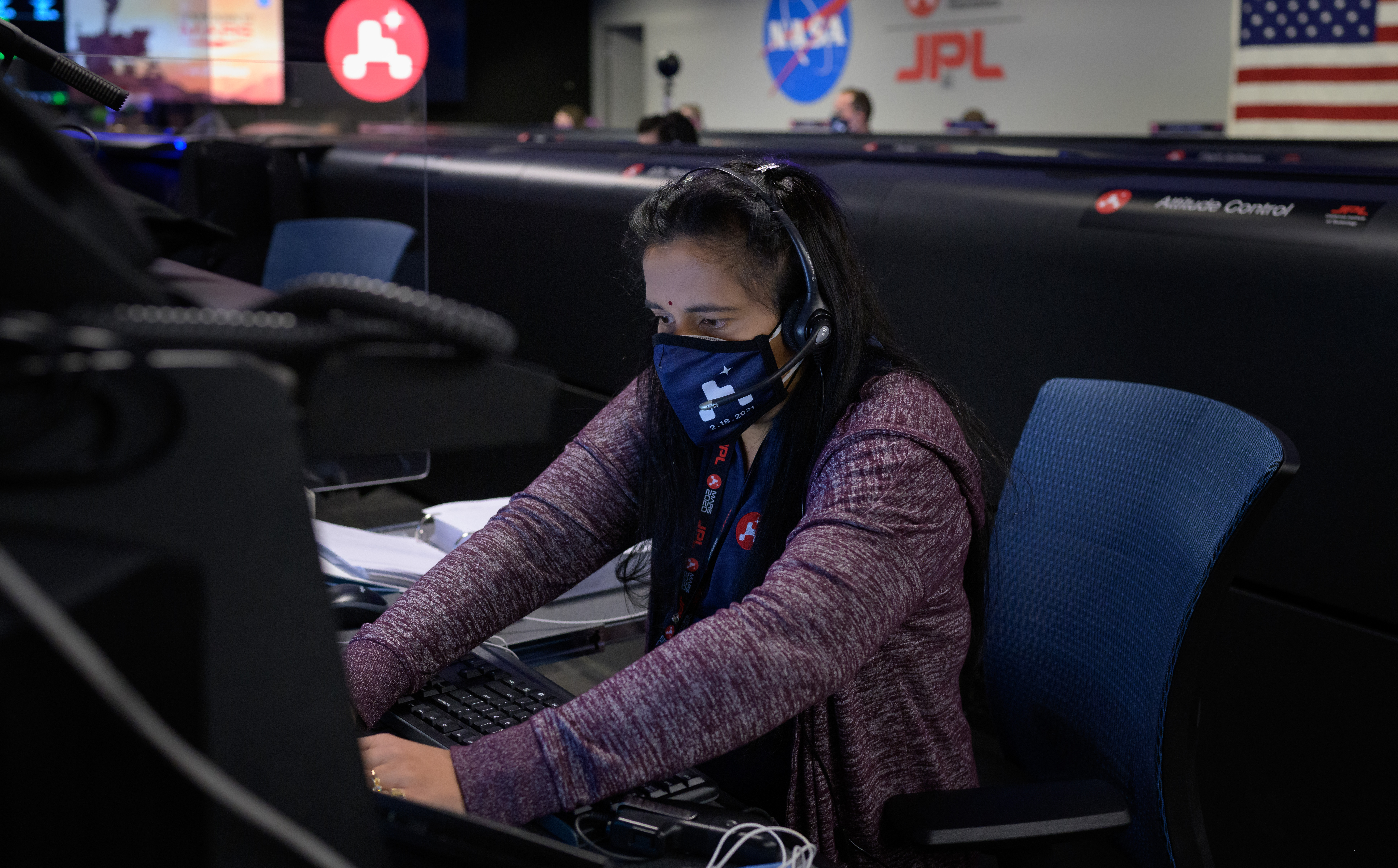
Mohan estudia los monitores en el control de la misión el 18 de febrero de 2021, en el JPL de la NASA en Pasadena, California.

Mohan trabaja en el Laboratorio de Propulsión a Chorro de la NASA en Pasadena, California, y es la líder de operaciones de control y orientación para la misión Mars 2020. Mohan se unió al equipo de Mars 2020 en 2013, poco después de que se formara. En su trabajo era responsable de garantizar que la nave espacial que transportaba el rover estuviera correctamente orientada durante su viaje a Marte y al aterrizar en la superficie del planeta. Ella narró los eventos del aterrizaje desde el interior del control de la misión cuando el rover Perseverance aterrizó en Marte el 18 de febrero de 2021. Mohan explicó el sistema de navegación durante el aterrizaje: "Perseverance será la primera misión en usar la Navegación Relativa al Terreno. Mientras desciende en paracaídas, en realidad tomará imágenes de la superficie de Marte y determinará a dónde ir en función de lo que ve. Esto finalmente es como aterrizar con los ojos abiertos: tener esta nueva tecnología realmente permite que Perseverance aterrice en un terreno mucho más desafiante que Curiosity, o cualquier misión anterior a Marte."
Anteriormente trabajó en la misión Cassini a Saturno y GRAIL, un par de pequeñas naves espaciales que trazaban un mapa del campo gravitacional de la luna.

## Familia
La hija de la Dr. Mohan nació después de que comenzó a trabajar en el proyecto Mars 2020 en el 2013.

## Publicaciones seleccionadas
- Babuscia, Alessandra; Van de Loo, Mark; Wei, Quantum J.; Pan, Serena; Mohan, Swati; Seager, Sara (2014). "Inflatable antenna for cubesat: fabrication, deployment and results of experimental tests". 2014 IEEE Aerospace Conference. Big Sky, MT: IEEE: 1–12.[19]
- Mohan, Swati; Miller, David (18 August 2008). "SPHERES Reconfigurable Control Allocation for Autonomous Assembly". AIAA Guidance, Navigation and Control Conference and Exhibit. Honolulu, Hawaii: American Institute of Aeronautics and Astronautics.[20]
- Scharf, Daniel P.; Regehr, Martin W.; Vaughan, Geoffery M.; Benito, Joel; Ansari, Homayoon; Aung, MiMi; Johnson, Andrew; Casoliva, Jordi; Mohan, Swati; Dueri, Daniel; Acikmese, Behcet (2014-03). "ADAPT demonstrations of onboard large-divert Guidance with a VTVL rocket". 2014 IEEE Aerospace Conference. Big Sky, MT, USA: IEEE: 1–18.[21]
- Mohan, Swati; Miller, David (10 August 2009). "SPHERES Reconfigurable Framework and Control System Design for Autonomous Assembly". AIAA Guidance, Navigation, and Control Conference. Chicago, Illinois: American Institute of Aeronautics and Astronautics.[22]
- Mohan, Swati; Miller, David W. (2014-09). "Dynamic Control Model Calculation: A Model Generation Architecture for Autonomous On-Orbit Assembly". Journal of Spacecraft and Rockets. 51 (5): 1430–1453.[23]